# Berkley (Massachusetts)
Berkley es un pueblo ubicado en el condado de Bristol en el estado estadounidense de Massachusetts. En el Censo de 2010 tenía una población de 6.411 habitantes y una densidad poblacional de 142,04 personas por km².

## Geografía
Berkley se encuentra ubicado en las coordenadas 41°50′17″N 71°4′39″O / 41.83806, -71.07750. Según la Oficina del Censo de los Estados Unidos, Berkley tiene una superficie total de 45.14 km², de la cual 42.77 km² corresponden a tierra firme y (5.24%) 2.37 km² es agua.

## Demografía
Según el censo de 2010, había 6.411 personas residiendo en Berkley. La densidad de población era de 142,04 hab./km². De los 6.411 habitantes, Berkley estaba compuesto por el 96.62% blancos, el 0.9% eran afroamericanos, el 0.11% eran amerindios, el 0.45% eran asiáticos, el 0.02% eran isleños del Pacífico, el 0.72% eran de otras razas y el 1.19% pertenecían a dos o más razas. Del total de la población el 1.4% eran hispanos o latinos de cualquier raza.